# National Politische Erziehungsanstalten
Le Nationalpolitische Erziehungsanstalten (traduzione Istituti di Educazione Nazionalpolitica), conosciute anche con l'acronimo NaPoLA (dalla dizione alternativa Nationalpolitische Lehranstalten), sostituirono durante gli anni del nazionalsocialismo le tradizionali accademie tedesche per l'addestramento dei cadetti, ed erano le prestigiose scuole dalle quali provenivano i migliori elementi della dirigenza militare. Da questi istituti ideologizzati fiorì in special modo la dirigenza delle Waffen-SS, il ramo militarizzato delle SS. Nel 1938, cinque anni dopo l'ascesa al potere di Adolf Hitler, le NaPoLA erano già ventuno in tutto il paese e accettavano, dopo "un'accurata selezione", i ragazzi di esclusiva origine ariana più promettenti.